# Peter Cathcart Wason
Peter Cathcart Wason ( * 22 de abril de 1924 - 17 de abril de 2003)  fue un psicólogo cognitivo inglés, considerado como uno de los pioneros de la psicología del razonamiento y el estudio científico de la racionalidad humana. Trabajó en el University College of London desde finales de la década de los 50, hasta principios de los años 80. 
Se destacó como el creador de tareas psicológicas de razonamiento La Tareas de selección de Wason, el problema THOG y la tarea "2-4-6", cuyos resultados desafiaron el modelo algebraico de desarrollo de Jean Piaget, que afirmaba que los adultos humanos razonaban a partir del análisis lógico de premisas y conclusiones. También intentó vincular sus hallazgos con las discusiones vigentes entre los seguidores del filósofo Karl Popper sobre la naturaleza del razonamiento científico.

## Datos Biográficos
Nacido en Bath, Wason se educó en el Stowe School. Después de prestar servicio como oficial de enlace en una brigada armada del ejército británico, decidió estudiar Inglés en el New College de Oxford. Allí hizo su primera observación psicológica: cada vez que su tutor, Lord David Cecil, se sentía perturbado, abría o cerraba las cortinas de su despacho. El joven Peter logró establecer que un único cambio en el estado de las cortinas por parte de su tutor significaba que su ensayo le había parecido bastante bueno. Después de una corta estancia enseñando inglés en el Aberdeen College, Wason decidió estudiar psicología en el University College of London, donde permaneció por los siguientes 30 años, hasta su retiro. Luego del mismo se dedicó al Ajedrez y llegó a ser gran maestro. Falleció en Wallingford.

## Algunas publicaciones
- Thinking and Reasoning (coeditado con P N Johnson-Laird, 1968)
- Psychology of Reasoning: Structure and Content (con P N Johnson-Laird, 1972)
- Thinking: Readings in Cognitive Science (coeditado con P N Johnson-Laird, 1977)
- The Psychology of Chess (con William Hartston, 1983)